# Simone Flamini
Simone Flamini (Macerata, 2 aprile 1982) è un ex cestista italiano.

## Carriera
Ha giocato con Scavolini Pesaro (1998-99 e 1999-2000), Virtus Ragusa (2000-01), Aurora Jesi (2001-02 e 2002-03), Fabriano Basket (2003-04), Virtus Bologna (2004-05) e Scafati Basket (2005-06).
Nel 2006-07 e nel 2007-08 indossando il numero 14 gioca nell'Eldo Napoli, che partecipa al massimo campionato italiano.
Nel 2008-09 si trasferisce all'Orlandina Basket e, dopo l'esclusione della squadra siciliana, alla Premiata Montegranaro. Nella stagione 2016 - 2017 veste i colori della Mens Sana Siena, di cui diventa capitano.

## Palmarès
- Coppa Italia di Legadue: 1
 Scafati Basket: 2006
- Promozioni dalla LegADue alla Serie A: 3
Scavolini Pesaro: 1998-99; Caffè Maxim Bologna: 2004-05; Eurorida Scafati: 2005-06.